# Sporophila schistacea
Sporophila schistacea là một loài chim trong họ Thraupidae.